# Małgorzata Żytko
Małgorzata Żytko (ur. 1958) – polska pedagog, dr hab. nauk humanistycznych, profesor nadzwyczajny i kierownik Zakładu Wczesnej Edukacji i Kształcenia Nauczycieli Wydziału Pedagogicznego Uniwersytetu Warszawskiego.

## Życiorys
W 1990 obroniła pracę doktorską Operacja negacji w rozwoju poznawczym dzieci w wieku 7, 9, 11 lat, pisaną pod kierunkiem Barbary Wilgockiej-Okoń, zaś 25 września 2007 habilitowała się na podstawie pracy zatytułowanej Pisanie - żywy język dziecka. Została zatrudniona na stanowisku adiunkta w Katedrze Edukacji Początkowej na Wydziale Pedagogicznym Uniwersytetu Warszawskiego.
Jest profesorem nadzwyczajnym i kierownikiem Zakładu Wczesnej Edukacji i Kształcenia Nauczycieli Wydziału Pedagogicznego Uniwersytetu Warszawskiego.